# Misión de Santa Teresa de Átil
La misión de Santa Teresa de  Átil también conocida como Santa Teresa de Ádid y Los Siete Príncipes del Átil,  es una misión jesuítica histórica, localizada en la pequeña ciudad de Atil, Sonora.
La misión original fue fundada en 1697 por el misionero jesuita Eusebio Francisco Kino. Algunos edificios estuvieron construidos por el padre Jacobo Sedelmayer. Ignacio Pfefferkorn, estuvo en la misión en 1756 hasta 1761, cuando fue cambido a la Misión de Los Santos Ángeles de Guevavi y luego a Cucurpe.
El 3 de febrero de 1768, el rey Carlos III de España ordenó la expulsión forzosa de los jesuitas españoles que estaban en la Nueva España, pidiendo ser regresados al España. Ese año, los franciscanos llegaron para tomar la misión.
En los registros jesuitas, llaman a la misión Los Siete Príncipes del Átil (Los Siete Arcángeles de Átil). El nombre de la misión fue cambiado cuándo los franciscanos llegaron en 1768.